# フランス領カナダの防衛軍
ここでは、コンパニ・フランシェ・ド・ラ・マリン（仏：Compagnies franches de la Marine）とトゥループ・ド・ラ・マリン（仏:Troupe de la Marine）を中心とした、かつてのフランス領カナダ（ヌーベルフランス）の防衛軍について述べる。

## 概要
フランス植民地の防衛軍が初めて作られたのは1622年のことで、リシュリュー枢機卿の命令によるものである。1682年、ヌーベルフランス総督に就任したジョゼフ＝アントワーヌ・ル・フェブル・ド・ラ・バールは、イロコイ族や他の仮想敵から攻撃を受けた際の防衛軍がないのに気付き、フランス本国から部隊を派遣してもらうよう正式に要請した。1683年、海外へ向けたフランス海軍の軍艦に乗り込むための「トゥループ・ド・ラ・マリン」がまず作られ、フランスの海軍本部から、3部隊から成る最初の防衛軍がヌーベルフランスに派遣されてきた。彼らの主な任務は入植者の安全を守ることと、毛皮貿易での混乱を未然に防止することだった。翌年には、フランス軍の正規部隊から独立した軍が派遣された。
その後、カナダの軍は2つに分かれ、1つは陸軍的な活動、1つは海上貿易を守るための組織となって行った。これらの部隊は、年と共に力を増し、1689年から1750年の間、カナダの駐屯部隊は28個の中隊と、植民地兵であるコンパニ・フランシェ・ド・ラ・マリン（海軍の独立組織）とで構成された。入植地には民兵もいたため、1757年までには、65人編成の40部隊が、ヌーベスフランスの様々な入植地に分散して任務についた。1750年代半ばには、別に24隊ほどが主にルイブール要塞やイル・ロワイヤル、他に36隊がルイジアナで任務につき、それ以前に2、3の隊が、ニューファンドランドのプラセンシア（プレザンス）、そしてアカディアに派遣されていた。

## 士官と兵士

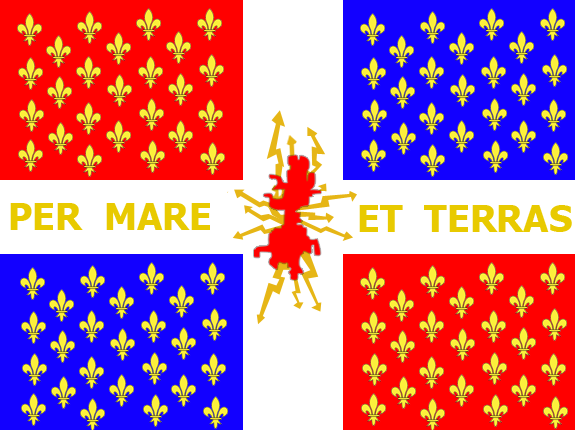
コンパニ・フランシェ・ド・ラ・マリンの旗

時が経つにつれて、カナダ生まれの士官が徐々に増えて行った。彼らは貴族であった。当時、兵士から士官層への昇進は存在せず、個々の階級にも年俸の差があった 。カナダ生まれの若者は士官候補生（カデット）に任命されたり、あるいは総督を介して任官されたり、士官への就任を許可されたりした。貴族や現役の士官の子息は、優先的に士官の地位を得られるのが普通だった。任務に就く士官候補生の少年や青年は、将来の士官となるために鍛錬された。士官たちは、より多くの食料と俸給を手に入れるために、時にはわずか5歳の少年を入隊させ、士官たちの仲間入りをさせた。1717年、14歳以下の少年の入隊は認められなくなったが、このシステムの私的利用は続いた。
兵士たちは戦闘で鍛えられ、熟練したブッシュファイター （現在ではゲリラ、または非正規兵と言う呼び方が一般的）となっていった。ルイブールでは、「キャノニエ＝ボンバルディエ」（砲撃手と爆撃手）部隊（大砲部隊）が1743年に創設された。それぞれの部隊からルイブール駐屯隊に兵が選抜され、大砲の点火と砲撃を主に砲術係陸曹から鍛えられた 。この特別な鍛錬と任務の結果、砲撃手はひと月の俸給に6リーブルが上乗せされた。これは、彼らが他の兵のように砦などの建設に関われなかったことへの代償であり、いい射撃術への褒美金であった。ルイブール砲術隊は13人の砲撃手、12人の爆撃手、1人の鼓手と2人の伍長、2人の軍曹から成り立っていて、指揮官は大尉と中尉であった。

## 規範と服装

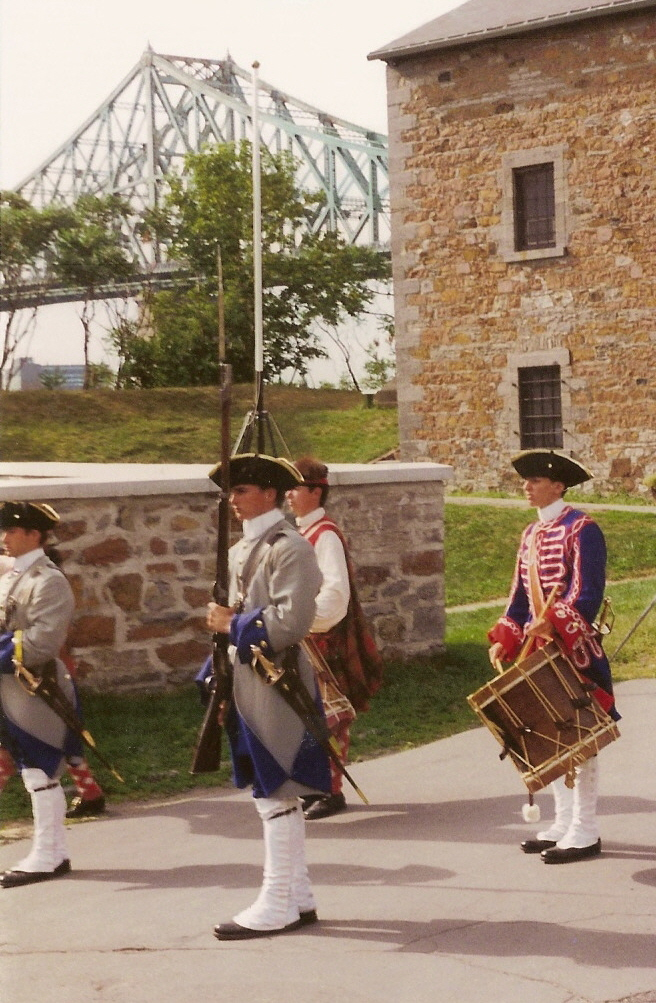
トゥループ・ド・ラ・マリン、右側は鼓手

防衛軍の構成は様々で、組織の規範が制定されたのは1757年になってからだった。それぞれの部隊は部隊長に率いられ、部隊長の名前が部隊名となった。規範制定後は、部隊長のほかにもう一人の士官と、下級士官とが隊に入り、また、上官代理や少尉（エンスン）、2人の軍曹に3人の伍長、そして2人の鼓手、それから将来の士官となるべきカデットが2人配置された。コンパニは、元々はフランス本国で、16歳以上で身長が5フィート5インチ（約1．65メートル）以上の男性から召集されたが、1687年以後はヌーベルフランスの入植者から選ばれた。
しかしながら、コンパニは軍隊として完璧とは言い難い面もあり、入植地のコンパニの指導者は本国の指導に不満げであった。1757年に当時の総督ヴォードルイユは、ヌーベルフランスの軍は250人不足していると不満を漏らしている。また、人数が不足しているにもかかわらず、入植地の主だった町や入植地経済にとって大事な毛皮交易の交易所の警備のために、あちこちに兵士を派遣していたりもした。コンパニのこの職務には、パン、ベーコン、乾燥豆といった軍用食が配給され、軍服は1年おきに交換された。
兵士たちの軍服は、1750年までは灰色がかった 白の外套、三角帽子、バックルのついた革靴と白のスパッツ、チョッキのついた青の衣服と靴下、そして膝丈のズボンだった。また、コケイドやボタンで飾られた黒の三角帽子をかぶった。戦場で動きやすさを求められるため、外套の裾はめくり上げられるようになっていた。伍長の外套のカフスには、黄色のウールレースで階級章が入り、士官は兵士よりもいい生地の制服を着て、ボタンは金メッキ、帽子にも金のレースで縁取りをつけた。鼓手は青の外套に真鍮のボタン、カフスと裏地が赤、ズボンと靴下も赤だった。これらの軍服はすべてフランスで調達され、カナダに送られた。
兵士は、それぞれの薬莢に弾薬を入れ、マスケット銃と共に持ち歩いた。その時々によって、マスケット銃ではなく、火縄銃やライフルを持つ場合もあった。彼らのマスケットは、イギリス軍兵士のものよりも軽めにできていた。冬は、フード付き外套、モカシン、手袋、そしてかんじきといった、寒冷な気候に対応した装備となった。戦時を除けば軍以外の職で収入を補うことも可能で、任地で農作業をしたり、要塞や道を作るのを手伝ったりした。

## フレンチ・インディアン戦争
フレンチ・インディアン戦争が勃発すると、コンパニはフランス軍が北アメリカで勝利を得るうえで重要な存在となった。入植地での軍事経験や、フランス系カナダ人の民兵、及び先住民との戦時同盟によって磨かれたゲリラ戦の技術が戦争で発揮された。イギリスの入植地への奇襲に加え、この戦争の初期にオハイオの要塞を先頭に立って奪い返し、イギリスの軍に完勝するという成果も挙げた。1755年までに、本国から正規の歩兵連隊がヌーベルフランス防衛のために派遣され、コンパニは彼らの編成に組み込まれて、ルイブール要塞やケベック、モントリオールをイギリス軍から守るために共同で戦線での任務についた。しかし、フランスの敗戦と北アメリカでの入植地の消滅により、常設軍もまた姿を消した。その後の1760年の征服でフランスに帰る者がいる一方で、カナダに根を下ろす者もいた。

## 再演

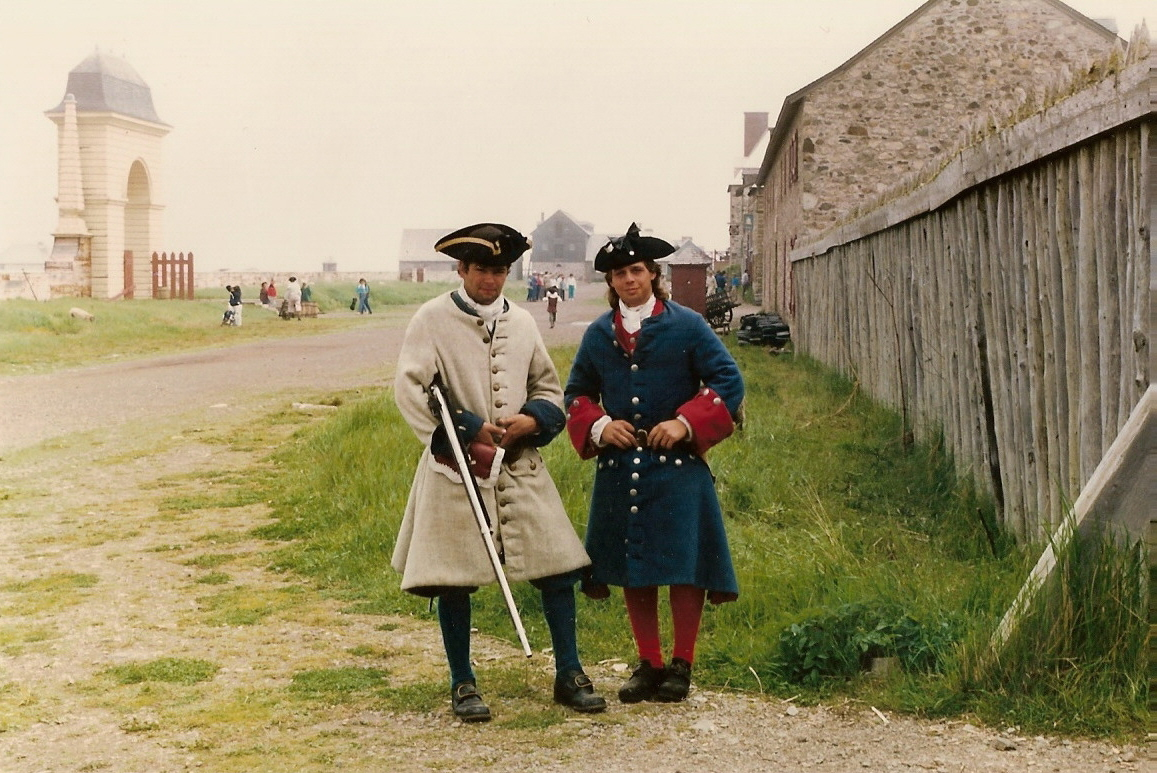
ルイブール要塞の兵士（案内役）

1992年、カナダ海軍の予備役により、コンパニの再演が実現され、当時の服装で銃や軍の演習の実演が行われた。この実演は、国民が軍の歴史をもっと学べるように、そして海軍との交流も果たせるように、という家族向けのイベントとして周知された。カナダ国定史跡であるルイブール要塞の案内スタッフの中で、軍の部隊は、1744年のルイブール包囲当時のコンパニの扮装をしている。この要塞が開放されている時期は、マスケット銃の実演や軍隊の行進、そして再建された18世紀の町並みの至る所に立つ警備の兵士を目にすることができる。

## ギャラリー

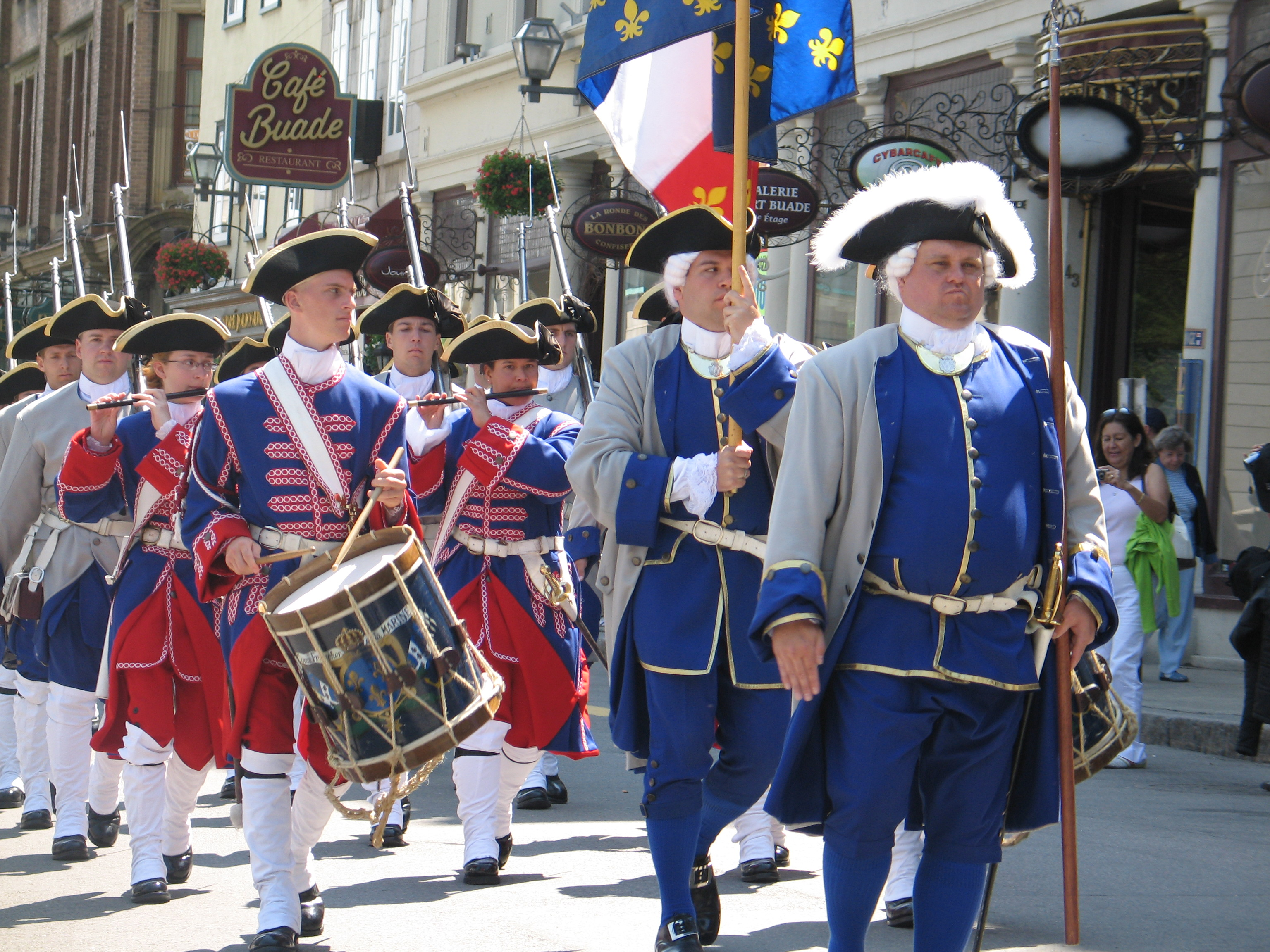
2008年7月、ケベック入植400年祭でのコンパニ・フランシェ・ド・ラ・マリン
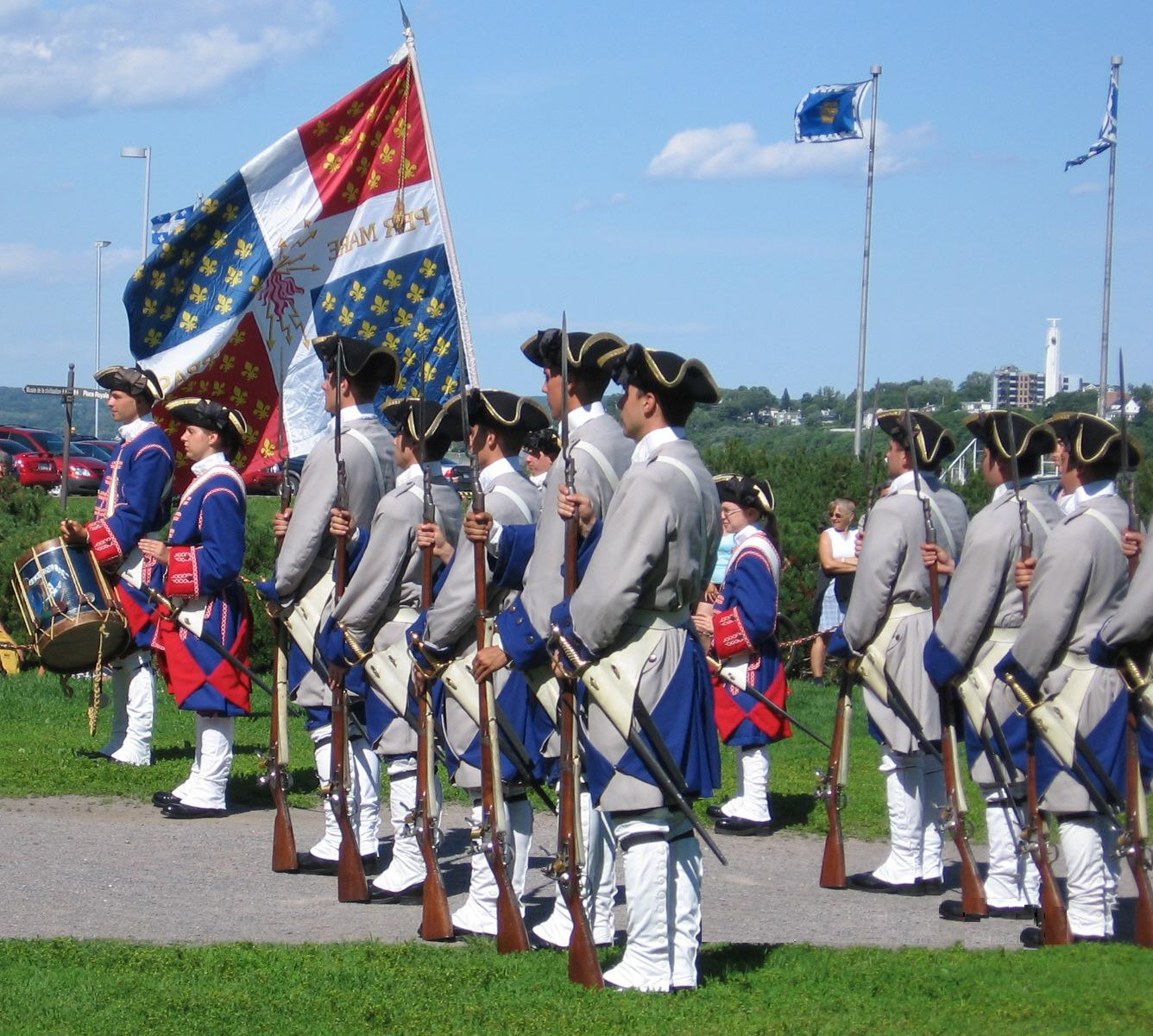
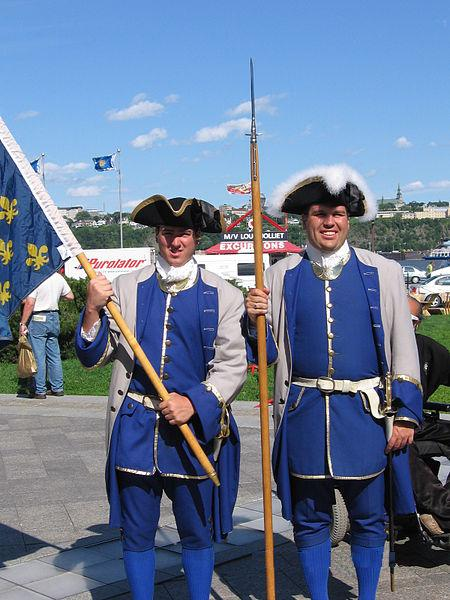
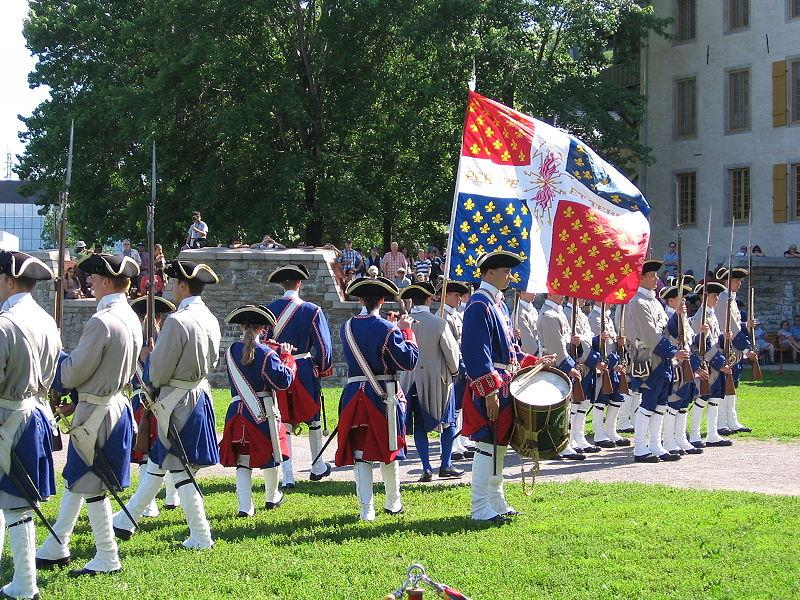
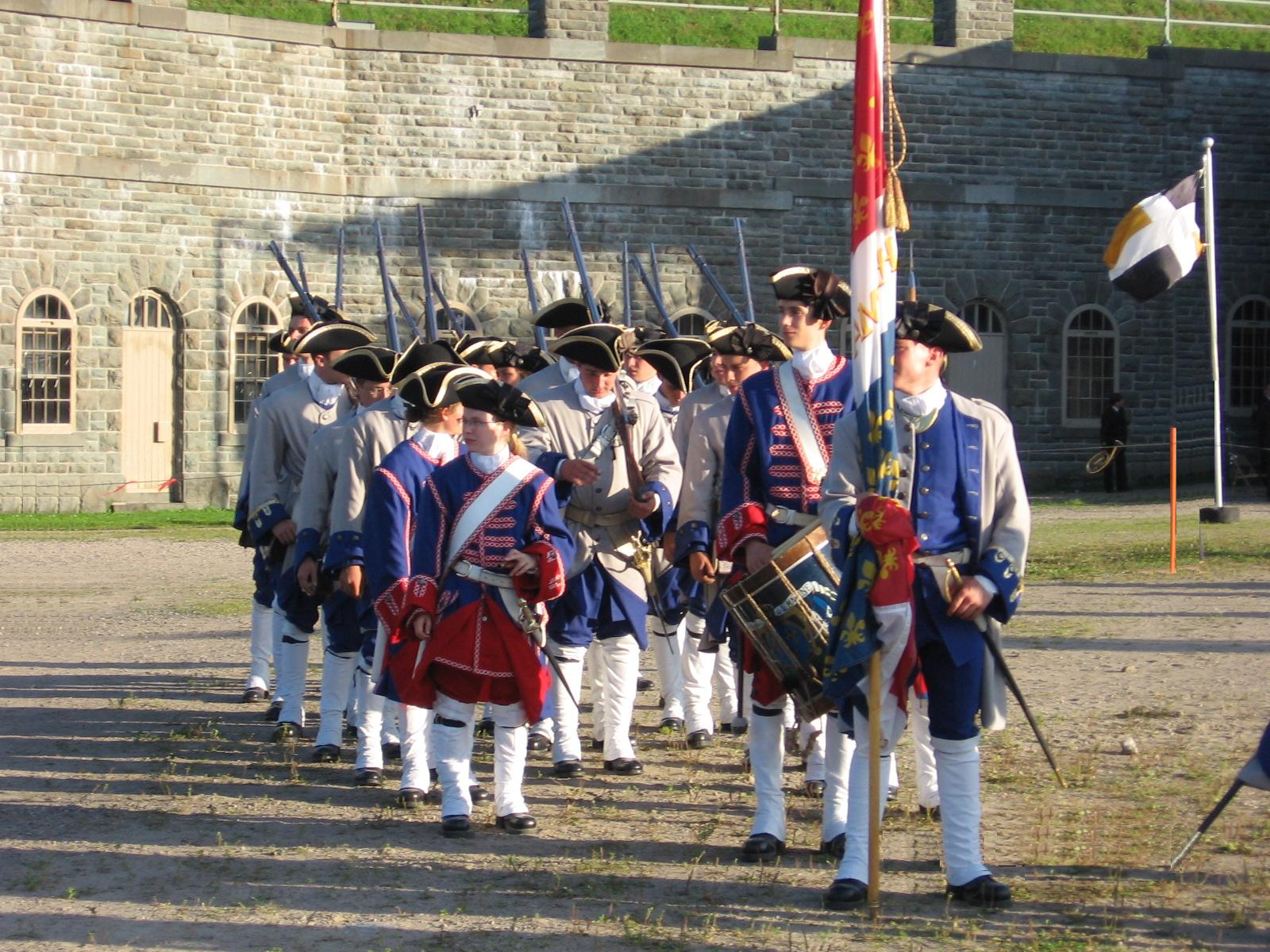
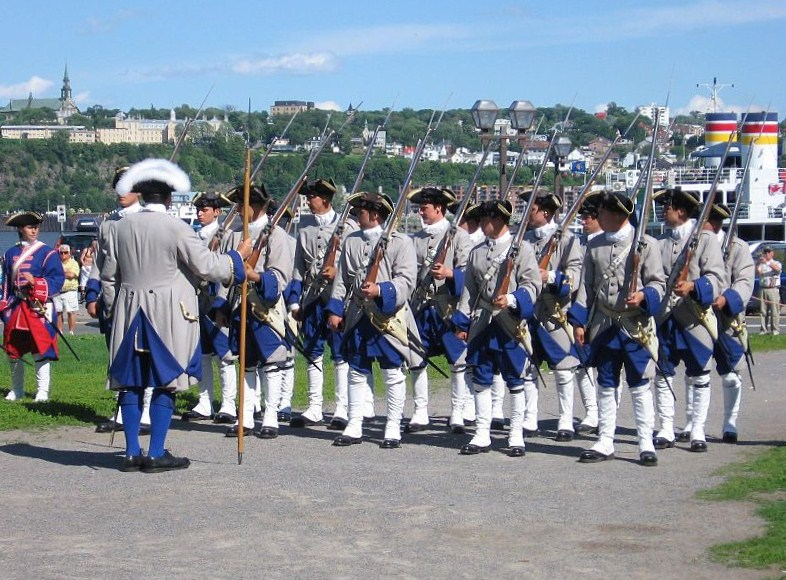
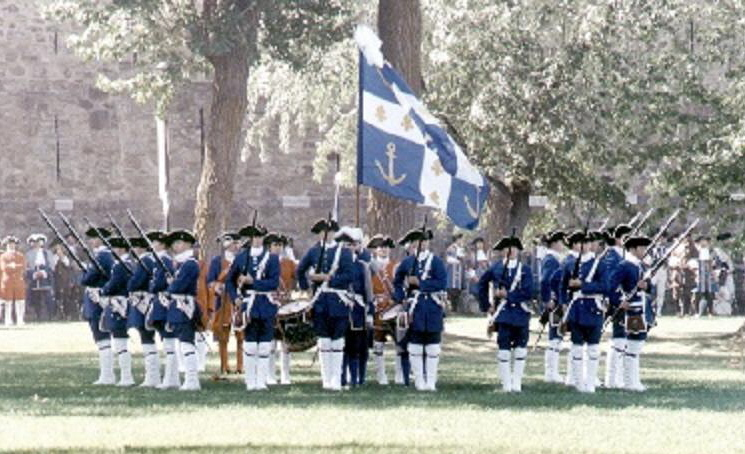
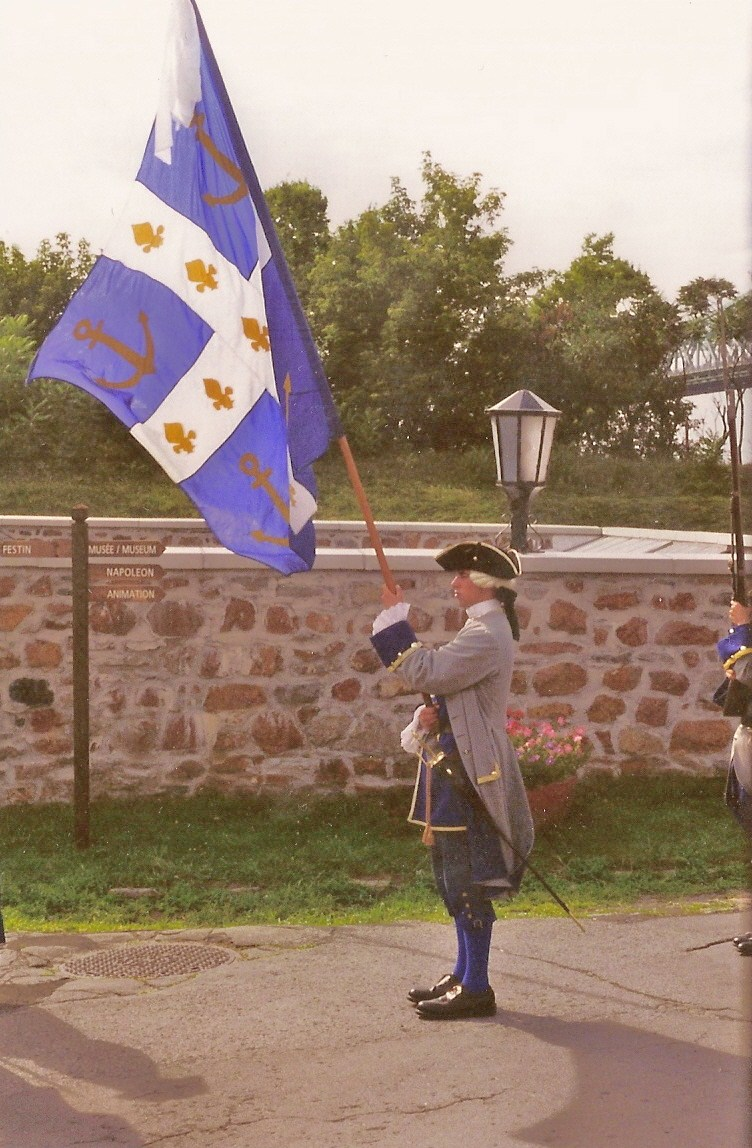
トゥループ・ド・ラ・マリンと旗